# Cissura excelsior
Cissura excelsior là một loài bướm đêm thuộc phân họ Arctiinae, họ Erebidae.